# Ken Bald
Kenneth Bald (1920-2019) est un dessinateur de bande dessinée américain actif aussi bien dans l'industrie du comic book que dans celle des comic strip.

## Biographie
De 1941 à 1943, il travaille sur des comic books de super-héros de l'« Âge d'or des comics » avant d'être mobilisé durant trois ans et de participer notamment à la Guerre du Pacifique. De retour dans le milieu de la bande dessinée, il continue à illustrer des histoires de super-héros (il dessine notamment la première histoire de Namora en 1947), puis fantastiques et sentimentales lorsque ces genres deviennent plus à la mode.
À partir de 1957, il se consacre principalement au comic strip, dessinant Judd Saxon de 1957 à 1952 puis Dr. Kildare, adaptation de la série télévisée homonyme, de 1962 à 1984. De mars 1971 à mars 1972, il adapte également en comic strip le soap opera Dark Shadows pour Newspaper Enterprise Association. Patrick Gaumer qualifie Ken Bald de dessinateur réaliste « classique et consciencieux ».
En 2015, il illustre la couverture de Contest of Champions no 2, ce qui lui vaut de devenir le « dessinateur le plus âgé à illustrer une couverture de comic book » selon Guinness World Records. Son titre de dessinateur de bande dessinée en activité le plus âgé lui est cependant ravi l'année suivante par Al Jaffee, d'un an son cadet.
Bald décède le 17 mars 2019 à l'âge de 98 ans.